# Jodidevarahalli, Sira
Jodidevarahalli là một làng thuộc tehsil Sira, huyện Tumkur, bang Karnataka, Ấn Độ.